# Abdelaziz Maloufi
Abdelaziz Maloufi (en arabe : عبد العزيز مالوفي) est un footballeur international algérien né le 30 mai 1948 à Alger. Il évoluait au poste de milieu défensif.

## Biographie

### En club
Dès l'âge de 18 ans, Maloufi entame sa carrière au sein de son club de cœur, le MC Alger, en première division algérienne. Cependant, en 1973, il quitte à contrecœur le Mouloudia, le club qui l'a formé depuis ses premiers pas en tant que jeune joueur, en raison d'une réglementation algérienne imposant aux joueurs de représenter le club parrainé par leur employeur respectif, au profit du NA Hussein Dey.
La carrière prometteuse d'Abdelaziz Maloufi a été interrompue prématurément par une grave maladie cardiaque, diagnostiquée par le corps médical du club. 

### En équipe nationale
Il reçoit une seule sélection en équipe d'Algérie en 1969. Son seul match a eu lieu le 5 décembre 1969 contre la Corée du Nord (défaite 1-3).

## Palmarès
| MC Alger - Championnat d'Algérie (1) : - Champion : 1971-72. - Coupe d'Algérie (2) : - Vainqueur : 1970-71 et 1972-73. |  | - Coupe du Maghreb des vainqueurs de coupe (1) : - Vainqueur : 1971-72. |